# Wydrze
Wydrze – wieś w Polsce, położona w województwie podkarpackim, w powiecie łańcuckim, w gminie Rakszawa.
| SIMC    | Nazwa            | Rodzaj    |
| ------- | ---------------- | --------- |
| 0659302 | Julin            | część wsi |
| 0659319 | Kąty Wydrzańskie | część wsi |
| 0659325 | Potoki           | część wsi |

Wydrze to dawna Wólka – przysiółek Brzózy Stadnickiej.
Od końca II wojny światowej miejscowość administracyjnie należała do województwa rzeszowskiego, także w podziale z lat 1975–1998.
W lasach będących pozostałością Puszczy Sandomierskiej, na północ od wsi, w Julinie, znajduje się zespół pałacyku myśliwskiego Potockich, a także rezerwat przyrody Wydrze, chroniący między innymi stanowiska modrzewia polskiego.